# Newtown Railway Station
Newtown Railway Station är en järnvägsstation belägen i Newtown i New South Wales i Australien. Den första stationen öppnades den 26 september 1855 tillsammans med den första järnvägen i Sydney, som löpte mellan Sydneys centralstation och Parramatta. Stationen var i tjänst fram till 1892, då en ny station invigdes i samband med att banan mellan Illawarra Junction (nära Redfern) och Homebush byggdes ut till fyra spår från två spår. Den tredje stationen vid Newtown tillkom till följd av ett beslut att elektrifiera och bygga ut Sydneys pendeltågnät. Denna tredje station invigdes 1927 och bar prägel av järnvägsväsendets ekonomiska återhållsamhet. Detta kom till uttryck i form av mindre påkostade utsmyckningar jämfört med stationer som hade uppförts tidigare. Stationen tillgänglighetsanpassades vid början av 2010-talet då även en ny ingång byggdes. Newtown Railway Station är belägen på linjen T2 Inner West & Leppington Line som ingår i Sydneys pendeltågsnät.
Stationen har tidigare haft en godsbangård som skötte en mjölkvarns godstrafik. Det fanns också ett bårhus som användes i samband med begravningståg mellan Sydney och Rookwood Necropolis. Stationshuset från 1892 är en av endast tre järnvägsbyggnader i delstaten ritade i Queen Anne-stilen. Sedan 1999 är stationen och intilliggande transportinfrastruktur upptagna till delstatens kulturskyddsregister State Heritage List.

## Bakgrund
Bygget av Sydneys första järnväg, mellan Sydney centralstation och Parramatta, inleddes 1850 av Sydney Railway Company. Som bygget fortskred blev företaget beroende av bidrag från kolonin och i december 1854 godkändes ett lagförslag som lät New South Wales köpa företaget och därmed skapa en järnvägsmyndighet. Järnvägen invigdes den 26 september 1855 med sammanlagt sex stationer. Vid invigningen var banan dubbelspårig mellan Sydney och Newtown med ett enda spår från Newtown till Parramatta. Före järnvägens ankomst bestod Newtown mest av herrgårdar, men kom efter 1855 att växa snabbt. En kommun bildades 1862 och under 1870-talet var kommunen en av kolonins mest tätbefolkade.

## Historia

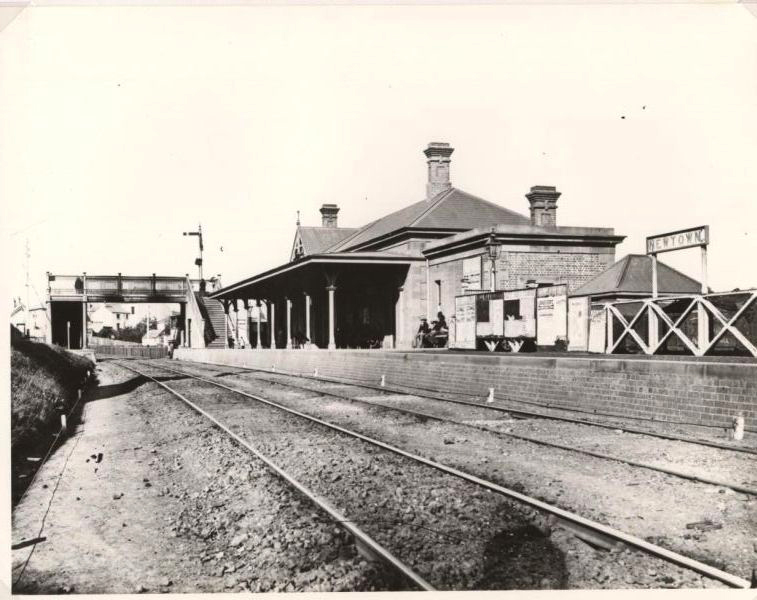
Newtown Railway Station cirka 1880 sedd i riktning mot Sydney.

### Den första stationen (1855–1892)
Vid Ashfield Railway Station hade entreprenören William Randle 1854–1855 uppfört ett stationshus i murtegel. Randle hamnade i tvist med Sydney Railway Companys styrelse om byggnadens kostnad. I april 1855 uppmanade styrelsen Randle att förbereda ritningar för ett liknande stationshus vid Newtown. Randle gjorde detta men vägrade att lämna en kostnadsskattning förrän att hans tvist om kostnader för stationshuset vid Ashfield hade lösts. Tvisten löstes i juni och Randles bud för stationshuset i Newtown godkändes. Stationen i Newtown hann byggas färdigt i tid till järnvägens invigning, men enligt tillgängliga arkivdokument till en förändrad design jämfört med Ashfield. Järnvägsstationen invigdes den 26 september 1855, tillsammans med banan mellan Sydney och Parramatta. Stationen var belägen nära mjölkvarnen Crago Flour Mill, väst om King Street. Eftersom dubbelspårssträckan slutade innan stationen fanns det bara en perrong vid invigningen. För stinsen fanns det en tjänstebostad i samma byggnad som stationskontoret. Banan från Newtown till Parramatta byggdes ut till dubbelspår mellan oktober 1855 och maj 1856. En perrong med ett cirka 30 fot (cirka 9 meter) långt väntskjul uppfördes intill det nya spåret. Samma år invigdes även en godsbangård i Newtown. Fram till 1870, då en fotgängarbro byggdes, var de två perrongerna sammanbundna av en plankorsning.
En tvåvånings tjänstebostad i murtegel uppfördes 1872 åt stinsen. Den blev delstatens andra tvåvånings tjänstebostad, och av de cirka 2000 som järnvägsväsendet kom att uppföra var bara 44 tvåvånings. Sedan 1869 hade begravningståg avgått från Mortuary Railway Station mot Haslems Creek Cemetery. För att ta hand om begravningstrafiken uppfördes 1875 en bårhusanläggning. I augusti 1876 godkände John Whitton ritningar för en ny stationsbyggnad i murtegel, och denna tillsammans med en ny bro uppfördes 1878. Den nya byggnaden rymde en allmän väntsal, en damväntsal, ett biljettkontor och ett telegrafkontor, postkontor, herr- och damtoaletter och ett skjul där signalanordningar förvarades. I samband med det att linjeblockering infördes på sträckan uppfördes det ett signalställverk samma år. Den 29 juli 1884 togs ett nytt signalställverk med säkrare teknik i bruk. Vid tiden för upprustningen bestod bangården av fem spår.

### Den andra stationen (1892–1927)

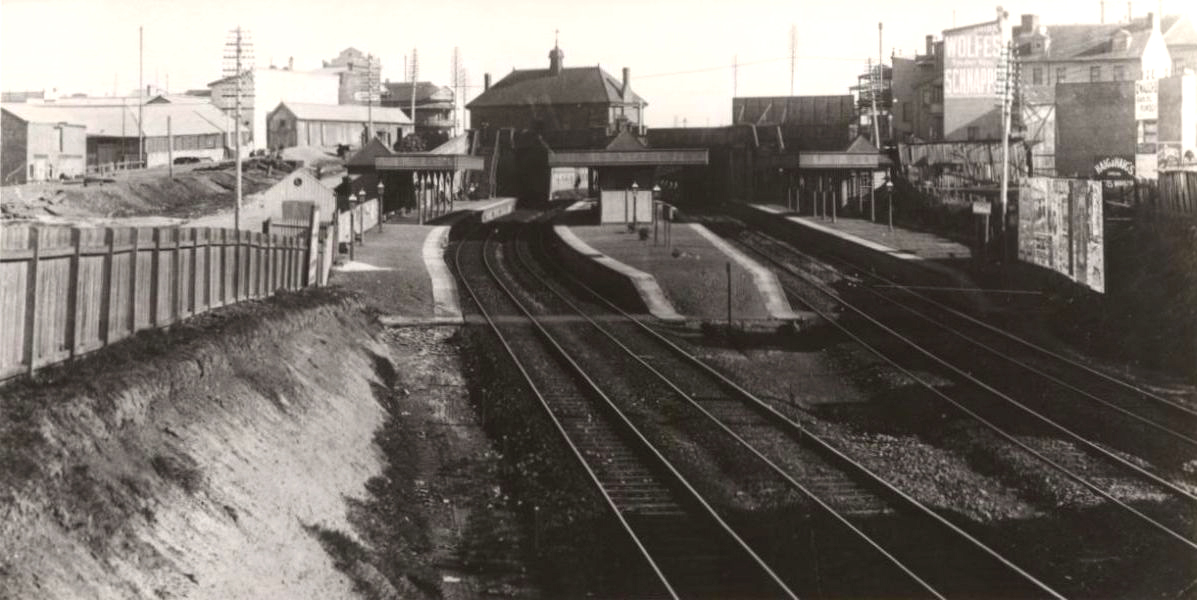
Newtowns andra station sedd i riktning mot Stanmore, 1895.

Efter att blivit järnvägskommissarie hade Edward Miller Gard Eddy riktat blickarna mot kolonins pendeltågsnät. Det hade beslutits att bygga ut flera banor nära Sydney; bland dessa var bansträckan mellan Illawarra Junction (nära Redfern), förbi Newtown, till Homebush som byggdes ut till fyra spår. Praxis vid tiden var att stationsingången skulle vara på en bro, i en kulvert eller bådadera. Det var av denna anledning att en ny station byggdes för att betjäna orten. Bron som bar King Street över järnvägen visade sig att vara ett lämpligt ställe att bygga stationsingången, och en byggnad som innehöll en biljetthall och ett postkontor kom att uppföras. Chefsingenjören James Angus godkände en plan för en murtegelbyggnad ritad i Queen Anne-stil med ett tegeltak och en kupol. Denna blev en av bara tre järnvägsbyggnader i delstaten att ritas i Queen Anne-stil.
För på- och avstigning uppfördes tre perronger, en mittperrong och två sidoperronger, öst om King Street. Avsikten hade varit att uppföra även stationsbyggnaderna i murtegel, men i syfte att påskynda arbetet till följd av materialbrist beslutades det att bygga i trä istället. Huvudbyggnaden fanns på mittperrongen, och med interna mått på 109 fot 6 tum × 9 fot 8 tum (cirka 33,4 × 2,95 meter) rymde den pissoar, damtoalett, damväntsal, allmän väntsal och stinskontor. Sidoperrongerna försågs med var sitt väntskjul på 24 × 11 fot (cirka 7,32 × 3,35 meter). Samtliga perrongbyggnader utnyttjade gasbelysning. Förbindelserna mellan perrongerna och ingången utgjordes av järntrappor. Den nya stationen invigdes den 10 januari 1892.

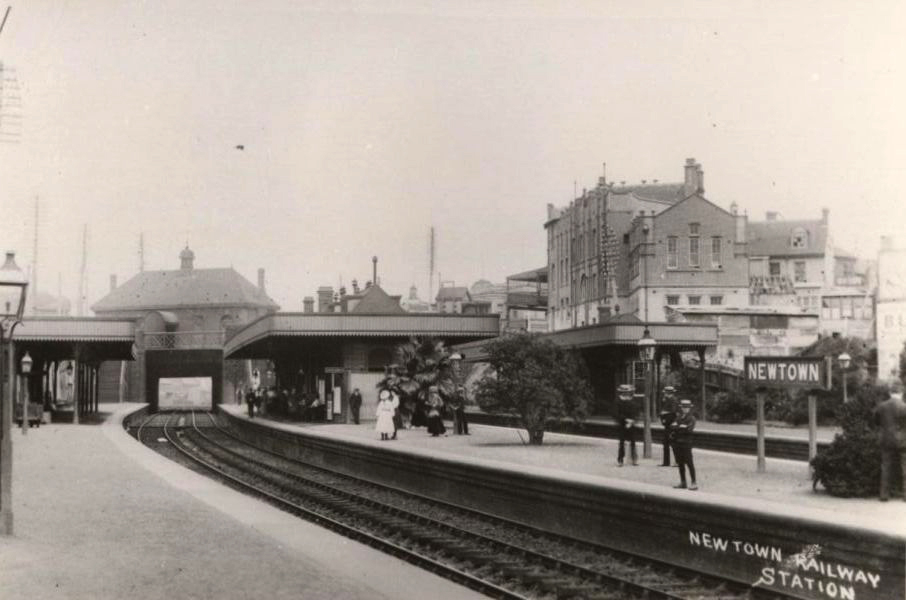
Stationen sedd i riktning mot Stanmore, 1914.

För att reglera tågrörelser på såväl huvudspåren som vid bangården togs ett nytt signalställverk, Newtown Goods Yard, i bruk den 13 mars 1892. Detta var beläget väst om stationen. Stationen försågs med några enstaka signaler, manövrerade från reglagen belägna på perrongerna, för att skydda tåg stående vid stationen. Den gamla stationens bårhusanläggning flyttades förmodligen till den nya stationen, men det råder delade åsikter om huruvida denna var den ursprungliga, eller en ny som hade uppförts 1884. En ny byggnad med mått 12 fot × 9 fot 6 tum (cirka 6,4 × 2,9 meter) uppfördes 1910 på perrong 1 (trafikerad av tåg i riktning mot Stanmore). Mjölkvarnen Crago Flour Mill uppfördes 1896 och två år senare anlades ett spår för att betjäna den. Fem år senare byggdes ett godsmagasin i bangården, som även försågs med en lyftkran.

### Den tredje stationen (1927–idag)

#### Invigningen och de tidiga åren (1927–1970)

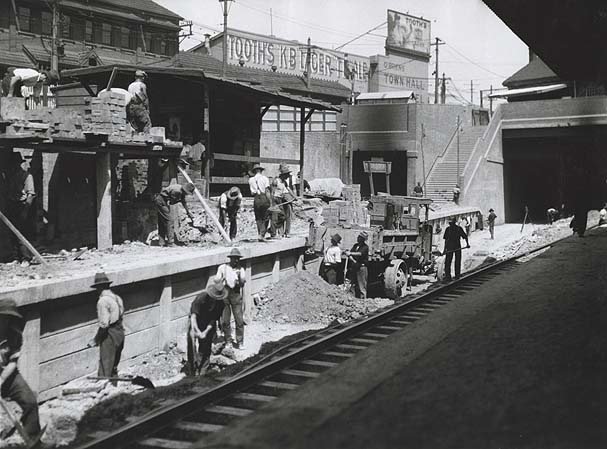
Byggarbetet i samband med utbyggnaden till sex spår, cirka 1927.

Efter en studieresa till utlandet i mars 1914 rekommenderade John Bradfield elektrifiering av stadens inre pendeltågsnät. För att möjliggöra detta röstades lagförslaget City and Suburban Electric Railways Act, 1915 fram av regeringen den 8 juli 1915. Som svar på den ökande trafiken beslutades det att bygga ut sträckan mellan Redfern och Homebush till sex spår. För att rymma de nya spåren behövde vägbron förlängas, och för att det skulle finnas plats för kontaktledningen behövde spåren sänkas med mellan två och tre fot (cirka 61–91 centimeter). Man beslutade 1926 att uppföra en mittperrong och stationsbyggnad. Den sistnämnda kom att präglas av järnvägsväsendets penningbrist. Till skillnad från byggnader som hade uppförts så nyligen som ett år tidigare kom byggnaden i Newtown att ha färre utsmyckningar. Några exempel på detta är användning av färglöst istället för färgat glas, enfärgade murtegel, trösklar huvudsakligen i betong istället för skiffer och väntsalar utan värme.
Byggnaden blev ovanligt smal på grund av perrongen, dess dimensioner var 103 fot 5,5 tum × 10 fot (cirka 31,5 × 3,0 meter). I byggnaden fanns det herrtoalett, förvaringsrum, damtoalett, damväntsal, allmän väntsal, stinskontor och godsrum. Toaletterna, som var anslutna till ortens avloppssystem, var ovanliga genom att båsen i såväl dam- som herrtoaletterna blev i samma storlek; praxis var att damtoaletterna skulle ha större bås. Även här minskades kostnaden genom att använda betongpissoarer istället för skifferpissoarer. För att nå ingångsbyggnaden uppfördes trappor i betong vilande på stålbalkar, med balustrader i murtegel. Ingångsbyggnaden byggdes om, bland annat utvidgades biljetthallens port till 14 fot (cirka 4,27 meter) och nya grindar installerades för att hantera stora passagerarantal. Den nya stationen invigdes den 23 maj 1927.
De nya spåren mellan Macdonaldtown och Ashfield togs i bruk 26–29 maj 1927, och i samband med detta avskaffades signalställverket vid bangården. Istället kom växlarna manövrerades lokalt, med skydd utfört av automatiska ljussignaler. En enskild perrong betjänade bårhusanläggningen. Till följd av det att bårbilar blev allt vanligare lades järnvägstransporten av lik till Rookwood ned 1938. Begravningstågen fortsatte fram till 1948, dock i mindre omfattning och utan likvagnar. Bårhuset revs 1965. Från sent 1940-tal till 1960-talets slut förändrades inte stationen på något anmärkningsvärt sätt; detta var inte ovanligt i New South Wales.

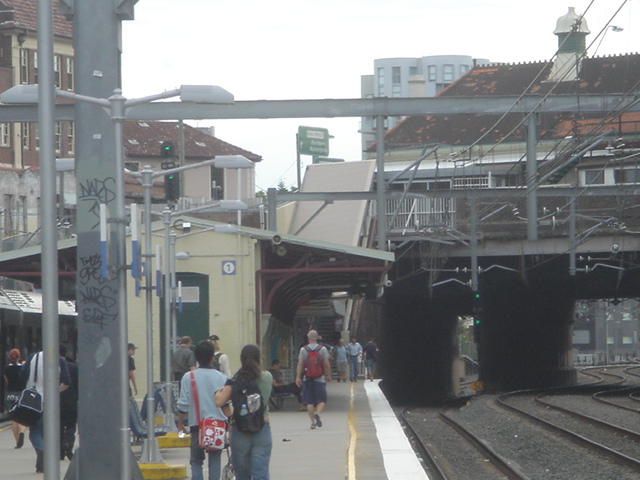
Stationen sedd i riktning mot Stanmore, 13 mars 2006.

#### Upprustningar (1971–idag)
1979 uppfördes ett tak vid stationsbyggnadens västra ände, vilket fanns kvar till 1990 då det ersattes av ett nytt tak över perrongen. Även efter att godstrafiken hade avtagit fortsatte tåg att betjäna mjölkvarnen dagligen tills den stängdes 1984, då även godsbangården togs ur bruk. Arbetslokalerna i biljetthallen upprustades 1986 då en luftkonditionerad mezzanin byggdes ovanpå biljetthallen. I mezzaninen rymdes en toalettlokal, matsal och datorlokal. Omkring 1990 uppfördes ett nytt tak över perrongen; det beslutades även av estetiska skäl att ge stationsbyggnaden ett nytt tak med samma sluttning som perrongtaket. Genom en förlängning av perrongtaket 2001 kom en större del av perrongen och även trappan att täckas. En mindre mur kom också att byggas nära trappan för att skilja de två perrongnivåerna.

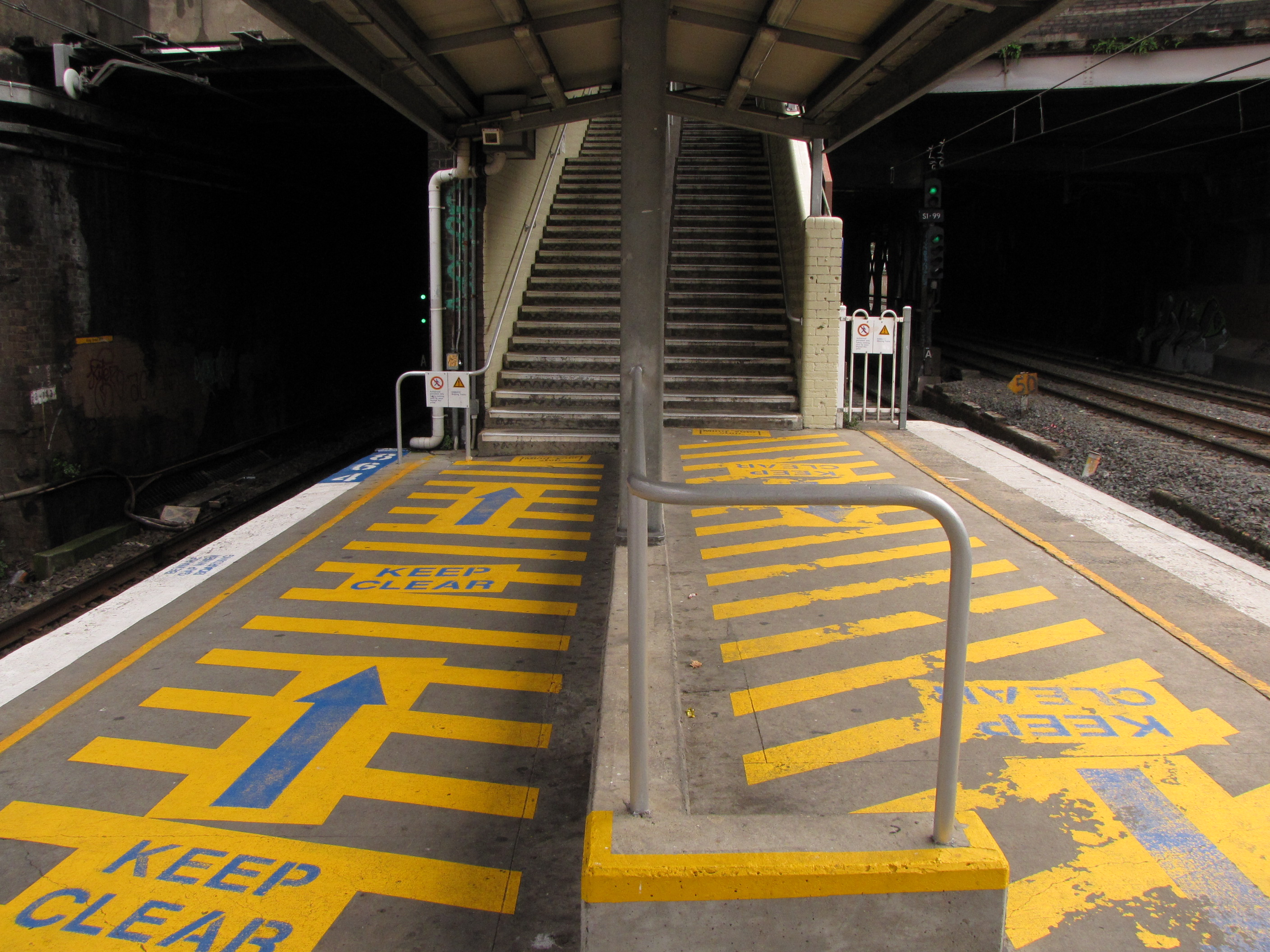
Den ursprungliga trappan till perrongen från 1927. En mindre mur och ett räcke mellan de två perrongnivåerna syns också, 21 juni 2009.

Stationen, och en intilliggande före detta spårvagnsdepå, upptogs till delstatens kulturskyddsregister State Heritage Register den 2 april 1999. Detta motiverades med att stationen var av betydelse då den utgör ett band till bygget av Sydneys första järnväg och vidare till järnvägens utbyggnad 1891 och 1927. Den 1892 invigda ingångsbyggnad ansågs vara av betydelse då den har en anknytning till James Angus och är bara en av tre ingångsbyggnader uppförd ovanför järnvägen i New South Wales före 1910. Stationsbyggnaden ansågs ha föga värde på grund av omfattande ändringar genom åren. Bland annat hade de flesta ursprungliga fönster och dörrar murats igen och taket hade bytts.
Passagerarantalet vid Newtown ökade runt sekelskiftet på grund av betydande gentrifiering och en ökande befolkningstäthet. Detta föranledde yttringar på att stationens kapacitet skulle ökas senast 2011. Planer på en upprustning av stationen förbereddes 2004 i samband med ett förslag att återanvända spårvagnsdepån. Projektet gick om intet då det inte visade sig vara ekonomist lönsamt. Till följd av politiskt kampanjande som strävade efter att stationen skulle tillgänglighetsanpassas besökte transportministern stationen 2006. Stationens ägare, Rail Corporation New South Wales, flaggade i årsredovisningen 2006–2007 för en upprustning som skulle inledas senast 2011. I september 2009 hade det aviserats att tillgänglighetsanpassningen skulle påbörjas i maj 2010 med färdigställning beräknad till 2012. Transportministern meddelade den 4 maj 2010 att arbetet snart skulle inledas, men byggstart skedde inte förrän februari 2011.
Den 19 och 20 februari 2011 revs stationsbyggnaden. Arbetet utfördes i två etapper, och under den första etappen byggdes ny bro till stationen som försågs med biljetthall, lokaler för stationsanställda och nya toaletter. Bron har hissar och trappor till perrongen och är planerad så att en ny perrong kan byggas om framtiden. Även spår- och perronghöjden justerades för att göra på- och avstigning lättare, och ett nytt perrongtak byggdes. Ett antal kulturskyddsbyggnader i närheten renoverades för att återanvändas som affärslokaler. Den första etappen fullbordades dan 28 oktober 2012, och invigdes dygnet därpå. Som del av den andra etappen gjordes trapporna från 1927 till nödutgång och den tidigare biljetthallen gjordes till butiksyta. Hela projektet, som kostade 35 miljoner australiska dollar (drygt 200 miljoner svenska kronor), fullbordades i februari 2013. Stationsupprustningen var en finalist till arkitekturpriset City of Sydney Lord Mayor’s Prize 2013 och även till priser inom två kategorier vid API NSW Excellence in Property Awards 2014.

##### Bildgalleri: Byggarbetet 2011–2013

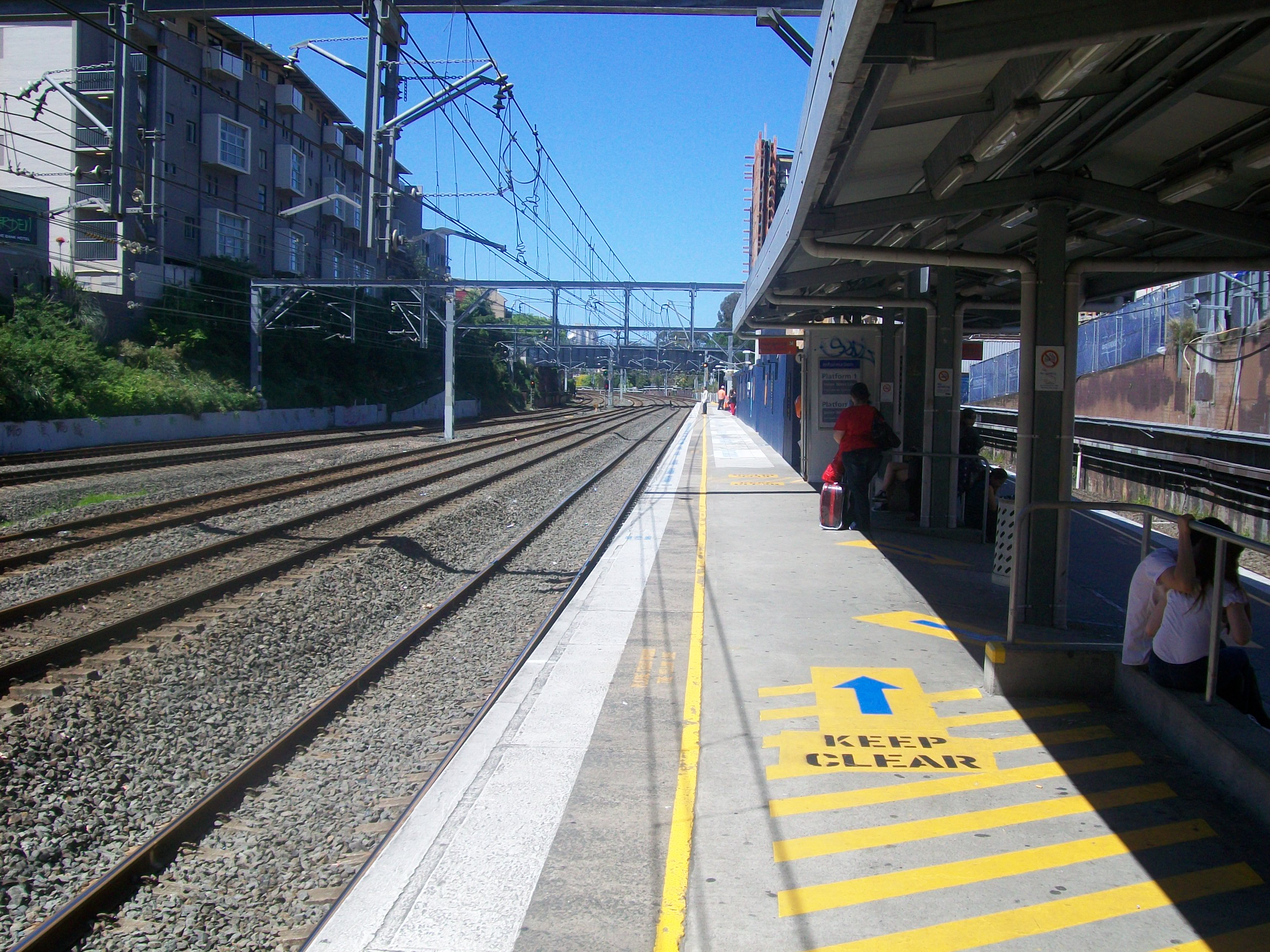
Perrongen 1 den 19 oktober 2011, sedd i riktning mot Sydney. Byggnadsställning syns där byggnaden stod.
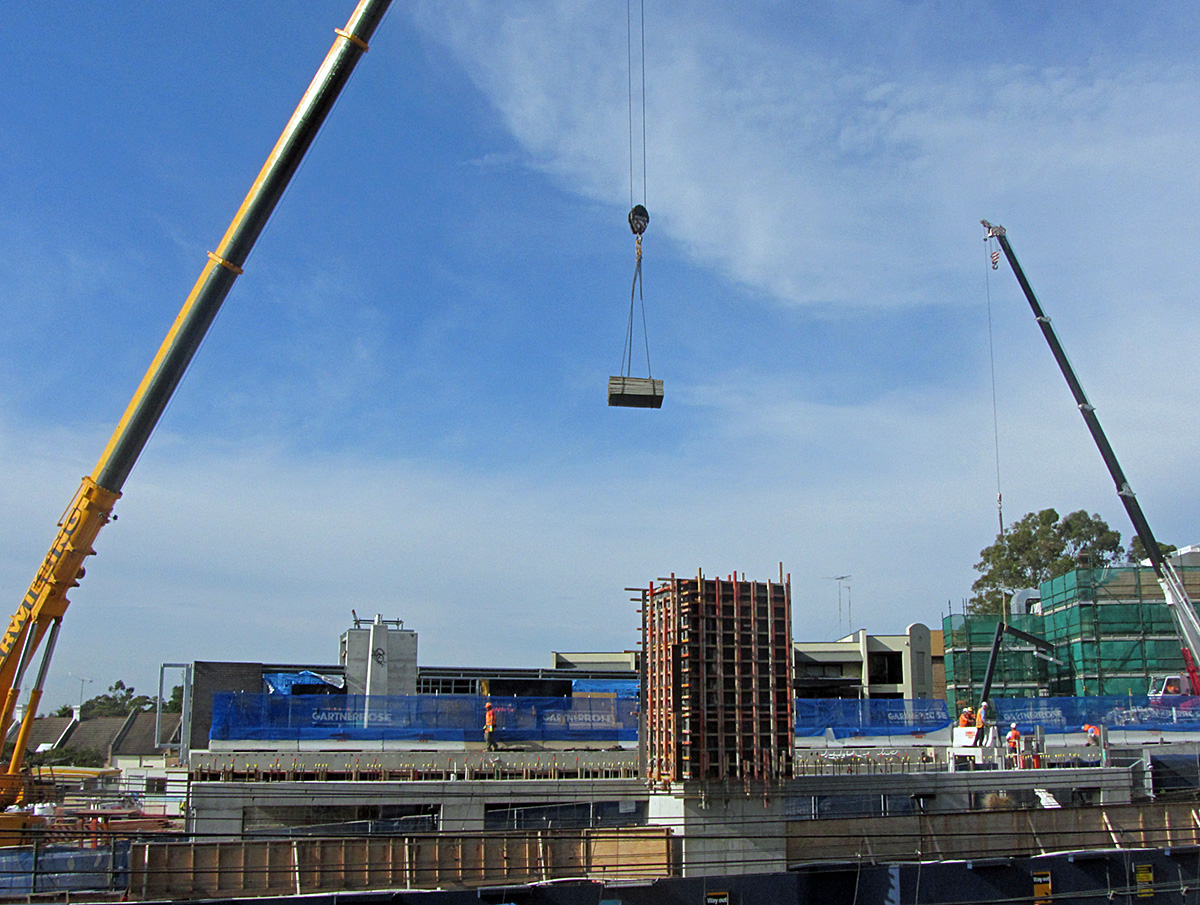
Byggplatsen för bron och biljetthallen den 29 oktober 2011.
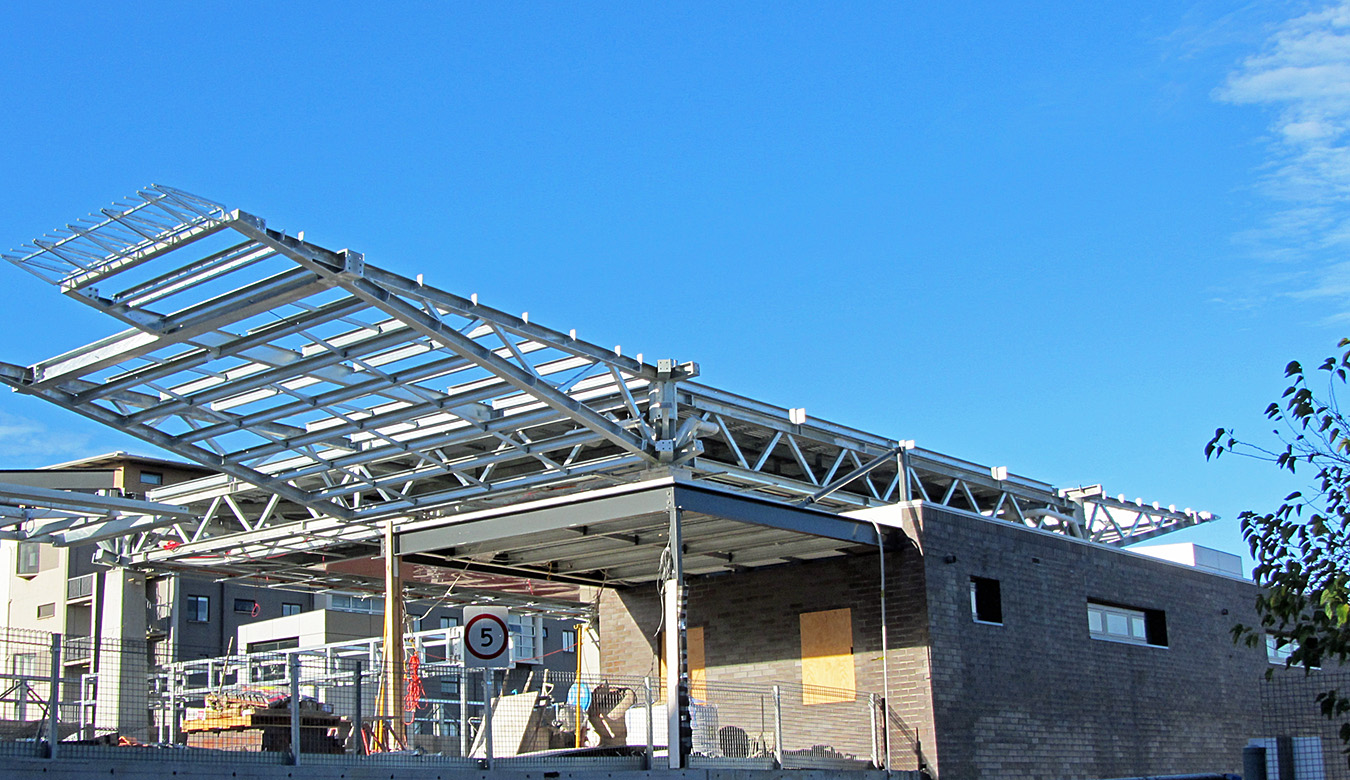
Uppförandet av den nya ingångsbyggnaden den 21 mars 2012.
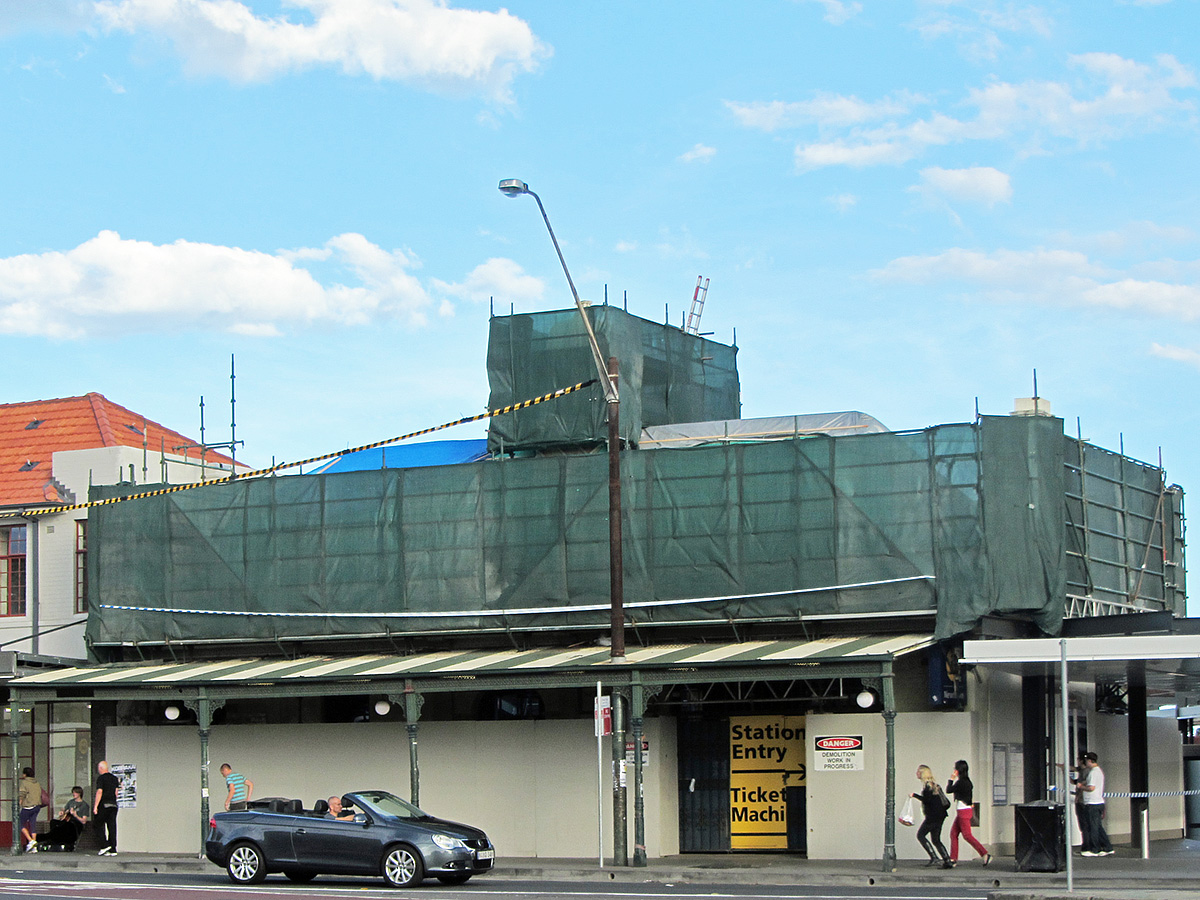
Ingångsbyggnaden från 1891 under renovering den 5 december 2012.

## Trafik
Stationen ingår i Sydneys pendeltågsnät och är belägen på linjen T2 Inner West & Leppington Line som löper från City Circle till Parramatta och Leppington. Under rusningstrafik är det så många som 14 avgångar per timme. Mitt på dagen är det åtta tjänster per timme med två tjänster som slutar vid Homebush, två vid Parramatta och fyra vid Leppington. Det finns fyra busshållplatser i närheten av järnvägsstationen med flera anslutande linjer. År 2013 användes stationen av 13 660 passagerare varje veckodag.

## Fotnoter
1. ↑  De närliggande stationerna Macdonaldtown och Burwood kom också att flyttas av samma anledning.[23]
2. ↑  De andra två är biljetthallen vid Redfern Railway Station och Railway Institute intill Sydneys centralstation.[25]
3. ↑  Sharp teoretiserar att penningbristen berodde på att pengar anslogs till elektrifieringsarbeten och bygget av Sydney Harbour Bridge.[33]